# Mateus Vital
Mateus da Silva Vital Assumpção (ur. 12 lutego 1998 w Rio de Janeiro) – brazylijski piłkarz pochodzenia portugalskiego występujący na pozycji ofensywnego pomocnika lub skrzydłowego, od 2023 roku zawodnik Cruzeiro.